# 斯卡伦盖
斯卡伦盖（義大利語：Scalenghe），是意大利都灵省的一个市镇。总面积31平方公里，人口3325人，人口密度107.3人/平方公里（2009年）。ISTAT代码为001260。

## 友好城市
- 阿根廷Vila
- 白俄羅斯日洛賓